# Rédics vasútállomás
Rédics vasútállomás egy Zala vármegyei vasútállomás Rédics településen, a helyi önkormányzat üzemeltetésében.
A belterület északnyugati széle közelében helyezkedik el, közvetlenül a 75-ös főút mellett.

## Vasútvonalak
Az állomást az alábbi vasútvonalak érintik:
- Zalaegerszeg–Rédics-vasútvonal

## Kapcsolódó állomások
A vasútállomáshoz az alábbi állomások vannak a legközelebb:
- Lenti vasútállomás (Zalaegerszeg–Rédics-vasútvonal)
- Alsólendva vasútállomás (Zalaegerszeg–Rédics-vasútvonal)

## Forgalom
| Járat        | Útvonal | Gyakoriság |
| ------------ | --- | ---------- |
| személyvonat | Zalaegerszeg – Bocfölde – Sárhida – Bak – Baktüttös – Tófej – Rádiháza – Gutorfölde – Ortaháza – Csömödér-Páka – Iklódbördőce – Lentiszombathely – Lenti – Rédics | Napi 4 pár |